# ВИП
ВИП е съкращение, което на английски език означава „много важен човек“ (на английски: Very Important Person)
Изразът се появява през 40-те години на XX век във Великобритания. Летищата и авиокомпаниите наричат така пътниците от висок ранг, със специални изисквания относно комфорта и безопасността на полетите.
След средата на 20 век названието „ВИП“ започва да се употребява извън авиацията. Започват да наричат така високопоставените политици, влиятелните бизнесмени и „звездите“ от шоу бизнеса.
ВИП-салонът на летище София е разположен в западното крило на Терминал 1 – Заминаване. Той разполага със собствен вход, който дава достъп до четири независими помещения – една основна и две сепарирани зали с капацитет на всяка от тях от около 20 седящи места. Наред с дискретността и отличното качество на обслужване, характеристиките на ВИП салона го налагат като място с представителни функции при пресконференции или интервюта, провеждани при посещения в страната на лица с обществена или международна известност.

## ВИП-синдром
ВИП-синдромът е психично нарушение, открито през 1964 г. Личности, които се възприемат като ВИП, оказват натиск върху професионалисти (например лекари, пилоти и др.) да предприемат непрофесионални действия.